# Polski Kontyngent Wojskowy w Rumunii
Polski Kontyngent Wojskowy w składzie Wielonarodowej Brygady Południe – Wschód w Rumunii oraz Republice Bułgarii (PKW Rumunia) – wydzielony komponent Sił Zbrojnych RP w postaci kompanii zmotoryzowanej na KTO Rosomak z pododdziałami logistycznymi, przeznaczony do wsparcia sił sojuszniczych NATO na tzw. wschodniej flance w ramach dostosowanej Wysuniętej Obecności w Rumunii.
PKW Rumunia na przestrzeni lat nosił następujące oficjalne nazwy:
- 2017–2022: Polski Kontyngent Wojskowy w składzie wielonarodowej brygady sił dostosowanej Wysuniętej Obecności Organizacji Traktatu Północnoatlantyckiego w Rumunii i Republice Bułgarii
- 2022:  Polski Kontyngent Wojskowy w składzie Grupy Bojowej sił Zwiększonej Gotowości Organizacji Traktatu Północnoatlantyckiego w Rumunii oraz Republice Bułgarii
- 2022:  Polski Kontyngent Wojskowy w składzie batalionowej grupy bojowej sił wzmocnionej Wysuniętej Obecności Organizacji Traktatu Północnoatlantyckiego w Rumunii oraz Republice Bułgarii
- od 2023: Polski Kontyngent Wojskowy w składzie Wielonarodowej Brygady Południe – Wschód w Rumunii oraz Republice Bułgarii

## Historia
Rosyjskie działania zbrojne wymierzone w integralność Ukrainy (aneksja Krymu przez Rosję i wojna w Donbasie) znacząco zmieniły sytuację geopolityczną w środkowej i wschodniej Europie. Koniecznością stało się zagwarantowanie bezpieczeństwa nowym państwom członkowskim Organizacji Traktatu Północnoatlantyckiego, tj. przyjętych do Sojuszu po 1999, zwłaszcza w rejonie tzw. wschodniej flanki NATO (przede wszystkim Polska i państwa bałtyckie, a także Rumunia i Bułgaria).
W rezultacie postanowień podjętych w trakcie szczytu NATO w Warszawie 8–9 lipca 2016 państwa członkowskie NATO rozpoczęły przemieszczanie sił sojuszniczych w ramach dwóch inicjatyw:
- enhanced Forward Presence (eFP), wzmocniona Wysunięta Obecność – zwiększenie potencjału obrony i sił odstraszania poprzez utworzenie w Polsce, Litwie, Łotwie i Estonii batalionowych grup bojowych złożonych z kontyngentów państw członkowskich,
- tailored Forward Presence (tFP), dostosowana Wysunięta Obecność – wzmocnienie bezpieczeństwa Rumunii i Bułgarii poprzez wsparcie wojskowe stacjonującej w Rumunii Wielonarodowej Dywizji Południowo-Wschodniej i podległej jej Wielonarodowej Brygady Południowo-Wschodniej.

W przypadku dostosowanej Wysuniętej Obecności Polska jest państwem-kontrybutorem (ponadto w ramach wzmocnionej Wysuniętej Obecności, w Orzyszu stacjonuje grupa bojowa pod amerykańskim dowództwem z udziałem wojsk rumuńskich). Zgodnie z postanowieniem Prezydenta RP z dnia 27 kwietnia 2017 do Rumunii został skierowany Polski Kontyngent Wojskowy w składzie kompanii piechoty zmotoryzowanej z elementem wsparcia logistycznego (łącznie ok. 230 żołnierzy i pracowników wojska oraz 14 kołowych transporterów opancerzonych Rosomak). Kontyngent wystawiony jest rotacyjnie przez bataliony piechoty zmotoryzowanej 12 Brygady Zmechanizowanej 12 Dywizji Zmechanizowanej (do 2023 17 Brygady Zmechanizowanej 11 Dywizji Kawalerii Pancernej) ze wsparciem z innych jednostek.
Przygotowania do wystawienia kontyngentu przez 17 Brygadę Zmechanizowaną rozpoczęły się w grudniu 2016 Do maja 2017 trwało szkolenie poszczególnych pododdziałów kompanii i Narodowego Elementu Wsparcia, zakończone certyfikacją PKW Rumunia. Na przełomie maja i czerwca 2017 siły i środki zostały przemieszczone z Polski do Rumunii.
Kompania zmotoryzowana funkcjonuje w ramach rumuńskiej 2 Brygady Piechoty w miejscowości Krajowa (w strukturze sojuszniczej jako Wielonarodowa Brygada Południowy – Wschód w składzie Wielonarodowej Dywizji Południowy – Wschód). W skład brygady wchodzą jednostki rumuńskie oraz kontyngenty z Polski, Portugalii i Macedonii Północnej (stan na 2023).

## Struktura organizacyjna
- Dowódca PKW
  - kompania piechoty zmotoryzowanej
    - 1 pluton piechoty zmotoryzowanej
    - 2 pluton piechoty zmotoryzowanej
    - 3 pluton piechoty zmotoryzowanej
    - grupa ewakuacji medycznej
    - drużyna dowodzenia

  - Narodowy Element Wsparcia
    - pluton zabezpieczenia
    - pluton remontowy

  - Zespół Łączności
  - personel w dowództwie grupy bojowej

Czas trwania, dowódcy, jednostka wystawiająca oraz liczebność poszczególnych zmian:
| Zmiana | Początek   | Koniec     | Dowódca                 | Wystawiający    |
| ------ | ---------- | ---------- | ----------------------- | --------------- |
| I      | 01.07.2017 | 12.01.2018 | mjr Paweł Cupa          | 17 BZ: 3 bpzmot |
| II     | 12.01.2018 | 13.07.2018 | mjr Andrzej Kowalczyk   | 17 BZ: 2 bpzmot |
| III    | 13.07.2018 | 15.01.2019 | mjr Marcin Szulewa      | 17 BZ: 1 bpzmot |
| IV     | 15.01.2019 | 24.07.2019 | mjr Dawid Butlak        | 17 BZ: 3 bpzmot |
| V      | 24.07.2019 | 22.01.2020 | mjr Jacek Ćwięka        | 17 BZ: 2 bpzmot |
| VI     | 22.01.2020 | 21.07.2020 | mjr Mariusz Dłubała     | 17 BZ: 2 bpzmot |
| VII    | 21.07.2020 | 12.02.2021 | mjr Krzysztof Słowik    | 17 BZ: 3 bpzmot |
| VIII   | 12.02.2021 | 13.08.2021 | mjr Michał Antosiewicz  | 17 BZ: 1 bpzmot |
| IX     | 13.08.2021 | 11.02.2022 | mjr Robert Andrzejak    | 17 BZ: 2 bpzmot |
| X      | 11.02.2022 | 12.08.2022 | mjr Przemysław Beczek   | 17 BZ: 1 bpzmot |
| XI     | 12.08.2022 | 13.02.2023 | mjr Adam Gombiński      | 17 BZ: 3 bpzmot |
| XII    | 13.02.2023 | 11.08.2023 | mjr Katarzyna Lachowicz | 12 BZ: 3 bpzmot |
| XIII   | 11.08.2023 | 14.02.2024 | mjr Damian Gronek       | 12 BZ: 1 bpzmot |
| XIV    | 14.02.2024 |            | mjr Daniel Grabowski    | 12 BZ: 2 bpzmot |

## Odznaczenia za udział w kontyngencie

Baretka medalu pamiątkowego VIII zmiany (2021) i X zmiany (2022) PKW Rumunia
Baretka medalu pamiątkowego XII zmiany PKW Rumunia (2023)
Baretka medalu pamiątkowego XIII zmiany (2023-2024) i XV zmiany (2024-2025) PKW Rumunia
Baretka medalu pamiątkowego XIV zmiany PKW Rumunia (2024)